# フランス (戦艦)

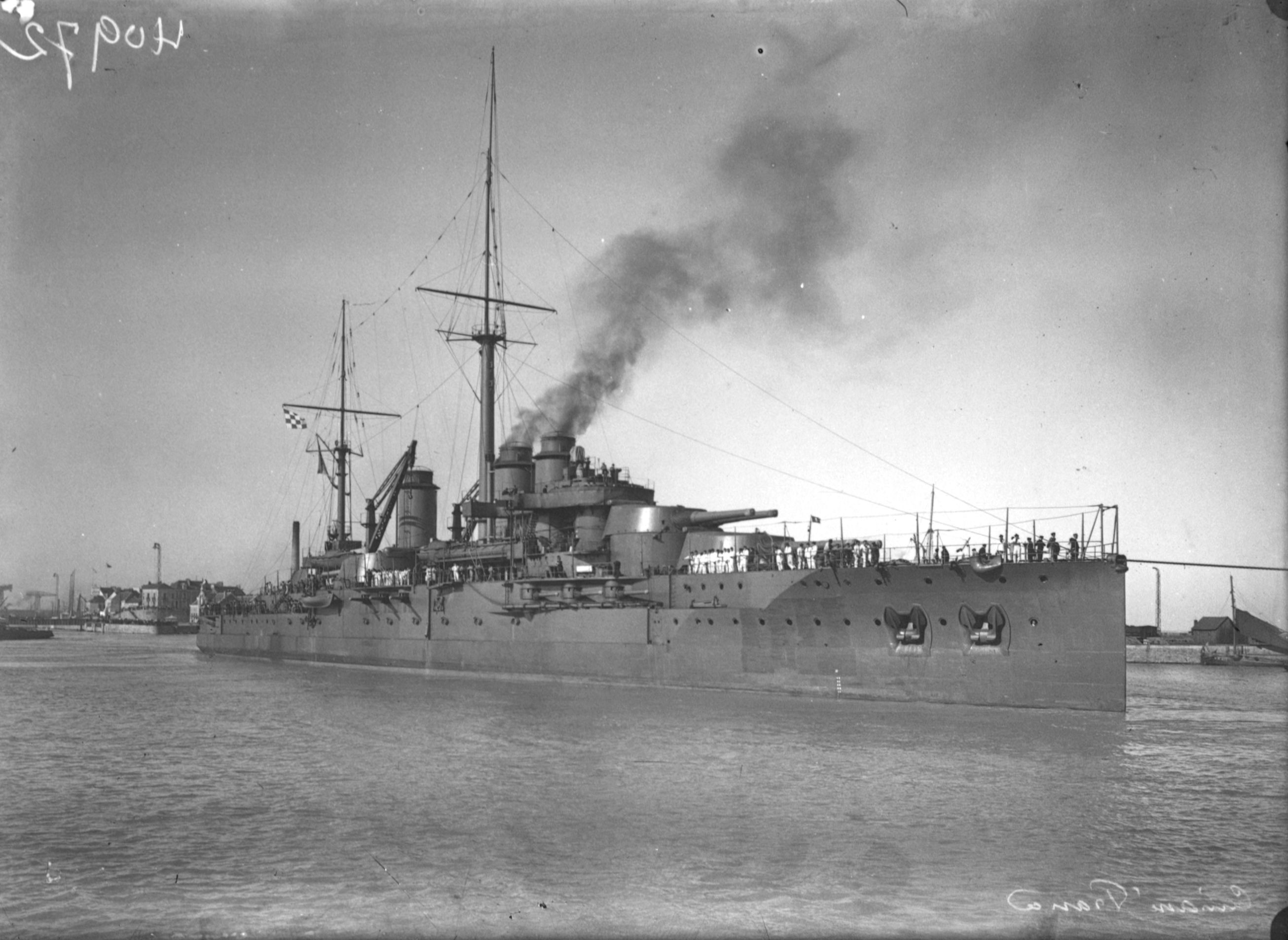
竣工時の「フランス」。

フランス (フランス語:France) はフランス海軍の戦艦。クールベ級。

## 艦歴
1911年8月1日発注、同年11月30日起工。1912年11月7日進水。1914年7月15日就役。
就役後すぐ、フランス大統領レイモン・ポアンカレの公式訪問の一環としてフランスは姉妹艦のパリと共にロシア帝国のサンクトペテルブルクへ派遣された。バルト海を通って本国に戻る途中、第一次世界大戦が始まった。このとき戦艦フランスは完全には武装されておらず、弾薬も積んでいなかったが、2隻はどうにかドイツ帝国海軍から逃れることが出来た。
本国に戻り、武装もされたフランスは同型艦3隻と共に地中海へ派遣され、オーストリア＝ハンガリー海軍やオスマン帝国海軍に対する任務に就いた。
1919年、戦艦フランスはボリシェヴィキに対するセヴァストポリ作戦に参加した。4月17日には、フランス、ジャン・バール、ヴェルニョーの3艦はセヴァストポリ市街へ砲撃を行い、多数の市民を殺害した。4月19日から4月23日のあいだ、フランスはジャン・バール、ジュスティス、ヴェルニョー、ミラボー、3隻の軍艦ともに叛乱を起こし、乗員らはインターナショナルやラ・マルセイエーズを歌って赤旗を掲げ、命令なく戦線を離脱した。この事件を切っ掛けに、フランス海軍は黒海方面より引き上げた。
1922年8月26日、キブロン湾哨戒中に座礁し沈没した。